# Tolosa (Spagna)

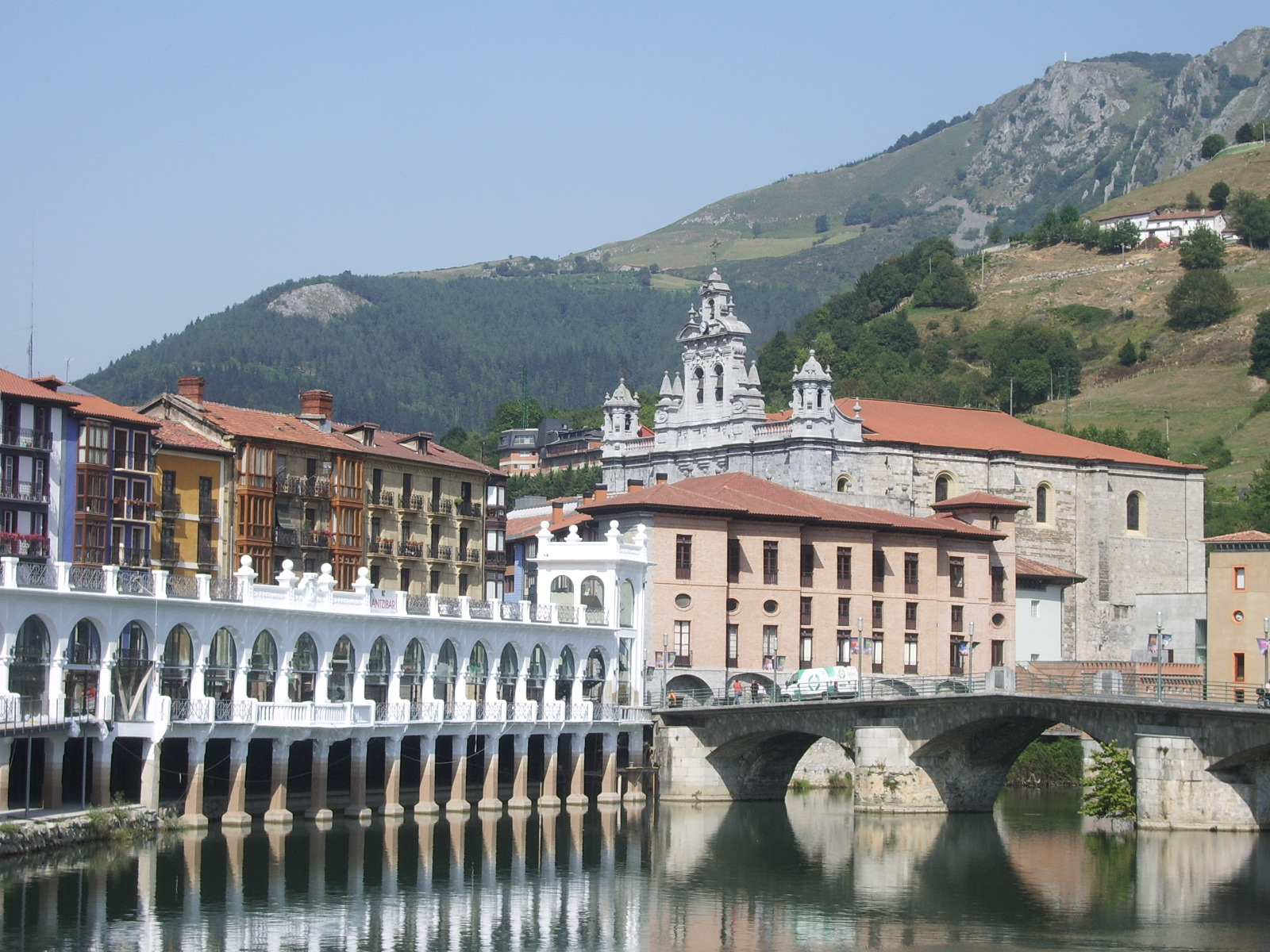
L'Oria e la chiesa di Santa María

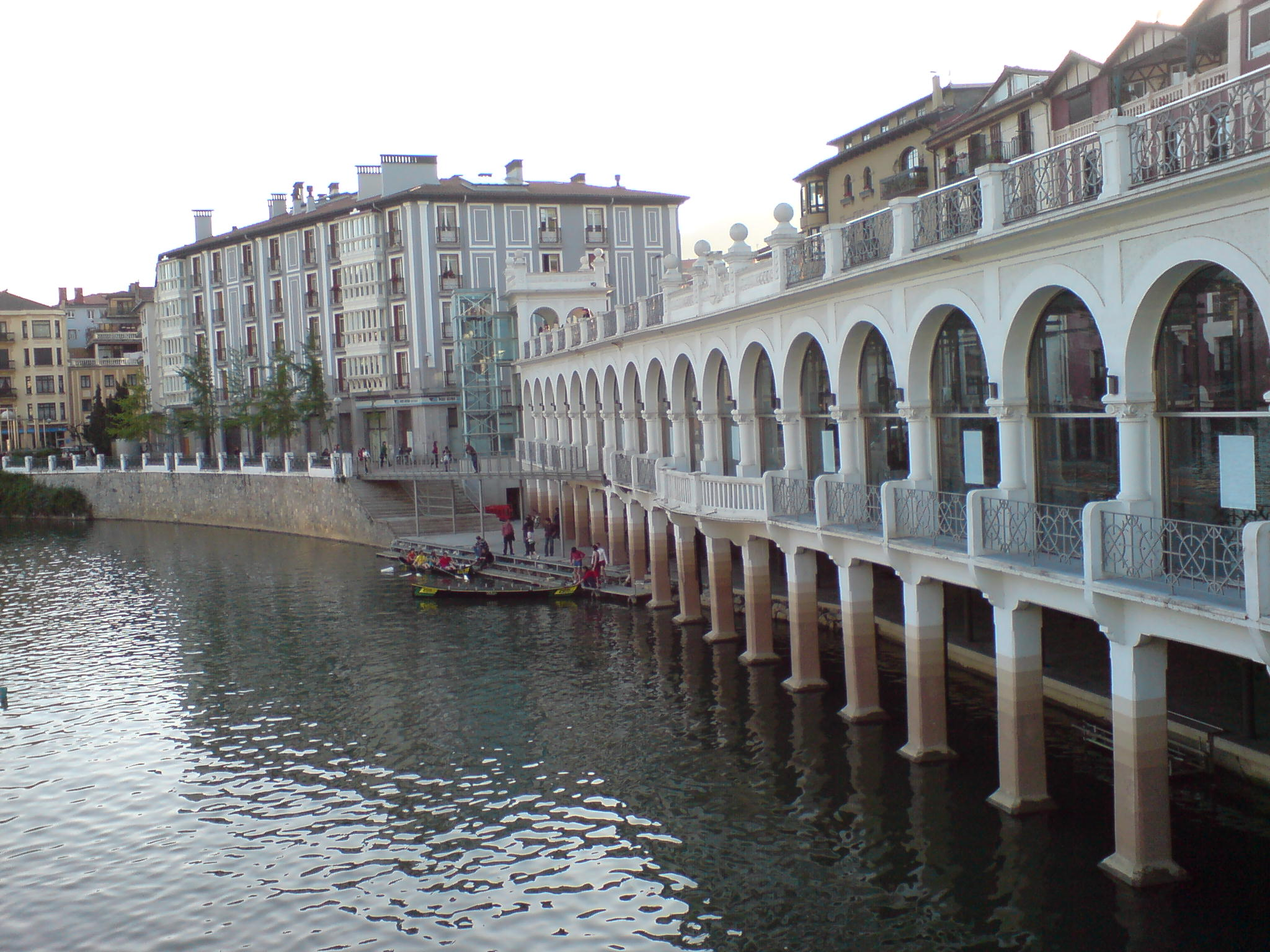
Mercato del Trugladillo

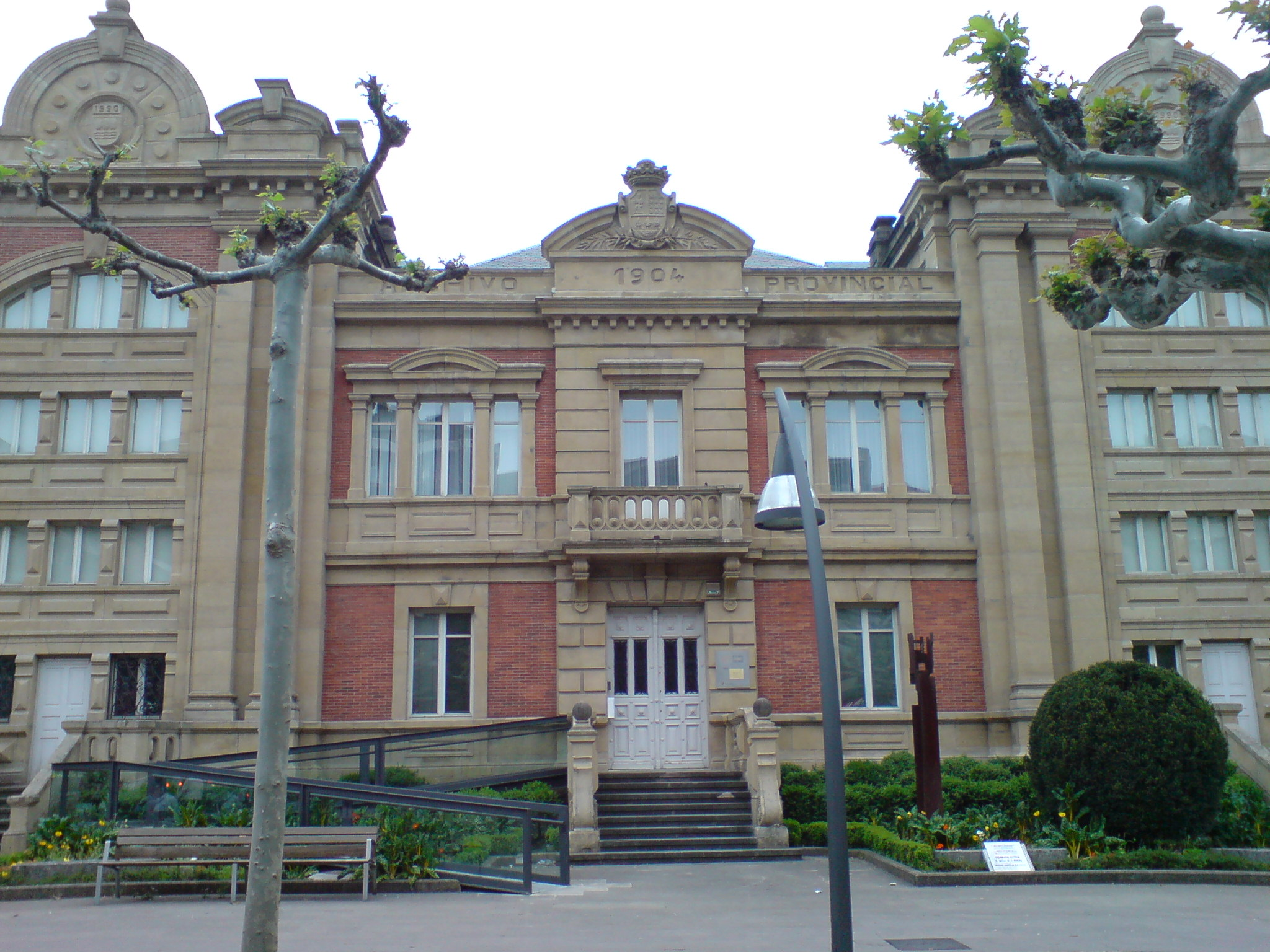
Archivio Provincial

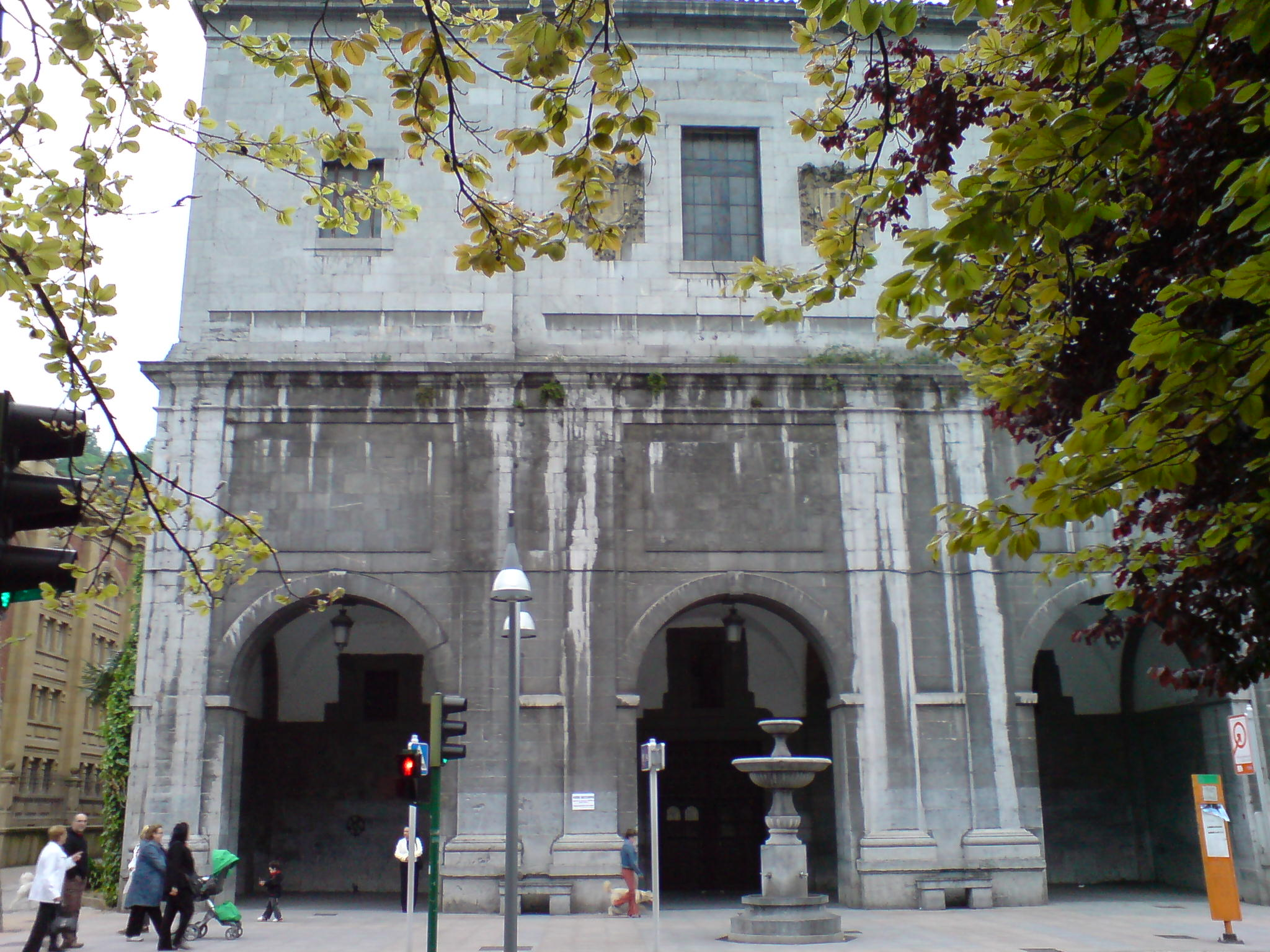
Convento di San Francisco

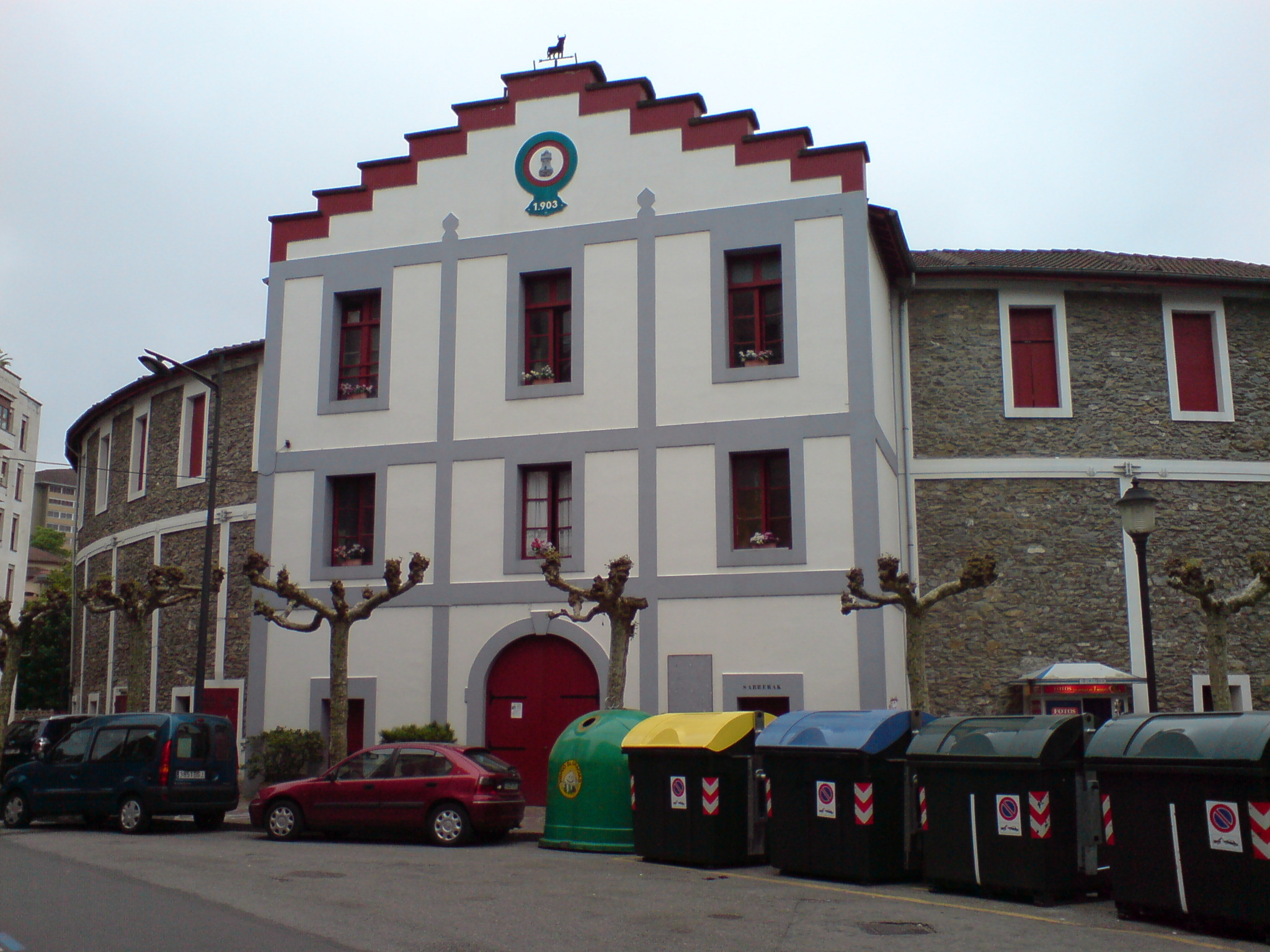
Plaza de Toros

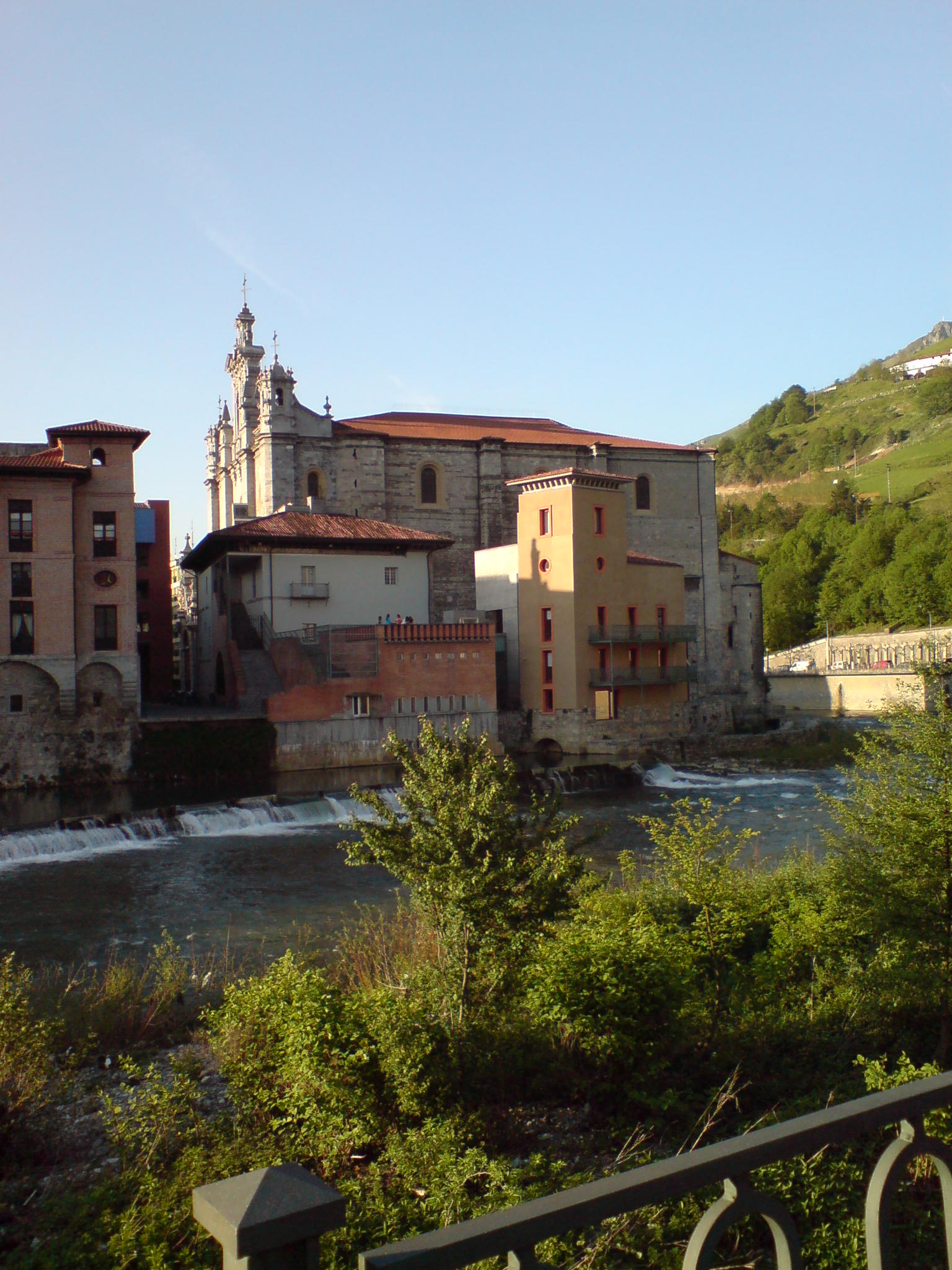
Idiaquez, Molino e Chiesa di Santa María

Tolosa è un comune spagnolo di 19 886 abitanti situato nella comunità autonoma dei Paesi Baschi, nella provincia di Gipuzkoa, a 28 km da San Sebastián, capoluogo della provincia, a 64 km da Pamplona e 47 km dalla frontiera francese.
Il nome le fu dato dal suo fondatore Alfonso X, re di Castiglia, secondo l'uso del tempo di assegnare alle nuove città il nome di altre località già consolidate e potenti, come era già in questo caso la città francese di Tolosa che in occitano è chiamata appunto Tolosa. Situata nella stretta valle del fiume Orio, che qui confluisce con i fiumi Araxes e Berastegi, è una cittadina dotata di industrie cartarie e del relativo indotto industriale.

## Storia
Il re Alfonso VIII, che nel 1200 aveva annesso al regno di Castiglia il territorio gipuzkoano, con il matrimonio con Eleonora d'Aquitania entrò in possesso di terre nell'altro versante dei Pirenei.
Per il controllo di queste terre risultava necessario e vitale che l'obbligatorio passaggio attraverso Gipuzkoa fosse sicuro, decise allora di rafforzare il potere della Corona creando dei centri abitati da uomini liberi nei punti strategici delle strade che portavano oltre frontiera. Per questo motivo nei territori di Gipuzkcoa nel corso di tre secoli oltre alla preesistente San Sebastián nacquero ben trenta città di questo tipo. In base a un progetto di organizzazione generale del territorio nel 1256 Alfonso X il Savio fondò la nuova città di Tolosa dandole anche il cosiddetto Fuero, cioè lo statuto, con cui le si riconosceva un potere giurisdizionale e, per favorirne il popolamento, l'esenzione dal pagamento delle imposte di ingresso nelle altre città spagnole, eccetto Siviglia, Murcia e Toledo, allora esistente che favorì soprattutto i commercianti.
Nel 1290, in seguito a un disastroso incendio della città, un editto reale concesse anche il privilegio di esenzione dal pagamento di imposte dovute al re. Questo privilegio, che era esclusivo per la città, portò poi nel 1463 ad un macabro episodio. Presentandosi a Tolosa, ignaro dell'esistenza del privilegio, l'esattore delle imposte ne pretese il pagamento dai cittadini, i quali rifiutarono. Di fronte alle minacce di sanzioni da parte dell'esattore, alcuni di essi lo ammazzarono decapitandolo ed esposero la sua testa in alto sulla gogna. Venuto a conoscenza del fatto, il re Enrico IV si recò personalmente a Tolosa per rendere giustizia e vendicare il povero esattore, ma gli autori dell'omicidio fuggirono prima che egli arrivasse. Il re ordinò allora di distruggere la casa dove era avvenuto il fattaccio, mentre gli giunse una petizione della giunta di Gipuzkoa che chiedeva il perdono per gli assassini motivandolo opportunamente. Il re allora decise di perdonare i ribelli e di riconoscere il privilegio per il futuro.
Nel 1307 il re concesse alla città l'utilizzazione delle miniere reali; nel 1322 il re permise di costruire cartiere all'interno della città utilizzando le acque dei fiumi, nel 1442 emise un decreto per cui chi doveva andare dalla Navarra ai porti della provincia di Gipuzkoa era obbligato a seguire la strada che passava per Tolosa e non per altre vie e a questo proposito si istituì nel 1503 una Dogana che rimase in funzione fino al 1841. Nel 1469 un altro disastroso incendio colpì la città e si dovettero ricostruire diversi edifici. Nel 1678 ci fu un'inondazione che aggiunse altri danni; altre inondazioni si ebbero nel 1762, 1787 e 1801, per cui si rese inevitabile la costruzione di apposite opere di difesa dalle acque. Alla serie dei disastri che colpirono la città va aggiunto anche l'incendio del 1503.
Nel 1794 Tolosa fu occupata dai francesi e nuovamente fu occupata dalle truppe francesi di Napoleone Bonaparte nella successiva Guerra d'indipendenza e la città soffri le conseguenze della guerriglia che si sviluppò contro i francesi, che esercitarono pesantemente l'occupazione. Alla metà del XIX secolo Tolosa fu fatta capitale della provincia, ma dieci anni dopo il titolo fu trasferito a San Sebastián, con la perdita dei relativi organi amministrativi.

## Società

### Evoluzione demografica
Abitanti censiti

### Lingue e dialetti
Il dialetto basco locale appartiene alla variante gipuzkoana. Nel 2016 il 71% della popolazione era euskaldun ("bascofona").

## Monumenti
Il centro storico della città è racchiuso per tre lati dalle mura di difesa, mentre nel quarto lato è difeso dal fiume Oria.

### Architetture religiose
- la chiesa di San Frantzisko del 1676;
- la chiesa di Andra Mari ("Santa Maria") del XV secolo;
- la chiesa di San Pedro del XVI secolo;
- gli eremi di San Blas e di Arrameleko San Joan, la prima originaria del XIII secolo e rimoddellata nel 1820, la seconda del XIII secolo riedificata nel 1849;
- la chiesa del Corpus Christi del XX secolo;
- i conventi di San Frantzisko del XVI secolo e di Santa Klara del XVII secolo.

### Architetture civili
- il mercato del Tinglado del 1895;
- Il palazzo del municipio del 1702,
- il Justizia jauregia ("palazzo di giustizia"), edificio neoclassico del 1853;
- il palazzo Idiakez del XVIII secolo, costruito sulle rovine di una casatorre distrutta da un incendio;
- il palazzo Iturriza del 1812;
- il palazzo Atodo del 1558;
- il palazzo della Diputación del1853;
- l'Archivio provinciale del 1904;
- il Café Iruna, locale dell'Ottocento che conserva arredamento e decorazioni dell'epoca;

### Musei e monumenti
- il Museo Xaxa con collezioni di utensili per la confetteria e la cereria;
- il complesso megalitico di Otsabio-Zarateko.

## Dintorni
Dista 25 km da Azpeitia, con vari edifici e chiese d'epoca e il Convento di Sant'Ignazio di Loyola (in basco Loiola Sandutegia) del XVII secolo costruito su un terreno della famiglia Loyola e della regina Anna Maria d'Asburgo con la caratteristica disposizione degli edifici che rappresenta un'aquila in volo ad ali spiegate.

## Amministrazione
Dalla Transizione spagnola ad oggi, le persone che hanno ricoperto la carica di sindaco (in basco alkatea, in spagnolo alcalde) sono state le sueguenti:
| Periodo | Periodo   | Primo cittadino                 | Partito                              | Carica  | Note |
| ------- | --------- | ------------------------------- | ------------------------------------ | ------- | ---- |
| 1979    | 1983      | Iñaki Linazasoro Mate           | Partito Nazionalista Basco (EAJ-PNV) | Sindaco |      |
| 1983    | 1987      | Miren Edurne Etxeberria Arrue   | EAJ-PNV                              | Sindaca |      |
| 1987    | 1991      | Jose Manuel Gurrutxaga Segurola | Eusko Alkartasuna (EA)               | Sindaco |      |
| 1991    | 1995      | Jose Manuel Gurrutxaga Segurola | EA                                   | Sindaco |      |
| 1995    | 1999      | Jose Manuel Gurrutxaga Segurola | Eusko Alkartasuna/Euskadiko Ezkerra  | Sindaco |      |
| 1999    | 2003      | Antton Izagirre Gorostegi       | Euskal Herritarrok                   | Sindaco |      |
| 2003    | 2007      | Jokin Bildarratz Sorron         | EAJ-PNV                              | Sindaco |      |
| 2007    | 2011      | Jokin Bildarratz Sorron         | EAJ-PNV                              | Sindaco |      |
| 2011    | 2015      | Ibai Iriarte San Vicente        | Bildu                                | Sindaco |      |
| 2015    | 2019      | Olatz Peon Ormazaba             | EAJ-PNV                              | Sindaca |      |
| 2019    | 2023      | Olatz Peon Ormazaba             | EAJ-PNV                              | Sindaca |      |
| 2023    | in carica | Andu Martinez de Rituerto       | Euskal Herria Bildu                  | Sindaco |      |

### Gemellaggi
Francia:
- Charleville-Mézières
- Bondoufle
- Ustaritz

## Feste
Le feste più famose sono quelle del carnevale (in basco Inateriak) che furono proibite durante la dittatura franchista considerate feste pagane; per aggirare il divieto furono chiamate Feste di primavera e il regime chiuse un occhio.
Durante i giorni dell'ultima settimana di carnevale, la città si paralizza, tutta dedicata a partecipare alle varie manifestazioni che hanno il culmine nei giorni di giovedì grasso, domenica e martedì. I cittadini vengono svegliati all'alba dal lancio di mortaretti che annunciano l'apertura delle feste del giovedì con balli per le strade al suono di bande musicali mascherate fino a notte fonda quando inizia la Tamborrada; alla domenica la diana (sveglia) viene data da strumenti a fiato e si continua a cantare, ballare e mangiare in compagnia, sempre di domenica c'è la sfilata di carri carnevaleschi con persone mascherate e in costume e la partecipazione di personaggi diabolici e streghe.
La festa patronale di San Giovanni Battista si celebra il 24 giugno. 
Un importante evento folkloristico è rappresentato dal Certamen de masas corales concorso internazionale di corali di diversi paesi. Evento strettamente culturale è la Semana cultural Zumardi in cui durante una settimana si tengono, riunioni, conferenze e congressi su argomenti di attualità ed ecologia.